# Killzone 2
Killzone 2 er et first-person shooter, som er udviklet af Guerrilla Games og udgivet af Sony Computer Entertainment. Spillet er det tredje i Killzone serien og handler om den fortsatte kamp mod Helghast. Spillet er efterfølgeren til det første spil, Killzone udgivet til PlayStation 2 og Killzone: Liberation til PlayStation Portable. Spillet blev frigivet den 25. februar 2009 i Europa og den 27. februar andre steder. Killzone 2 fås kun til PlayStation 3.

## Handling
Efter slaget på Vekta er de nu kommet over til Helghan for at gøre en ende på krigen. Men nu opdager de, at Helghan er langt svære end de troede. Nu er Templar ikke i slaget, og det er op til Rico at lede specialstyrkerne mod sejer. Spilleren spiller Sev, en sergent der er god til det meste, og spilleren møder også andre, når eventyret begynder for at slutte krigen med Helghast

## INFO om spillerne
rekrutter:
- Sevchenko aka. Sev sergent. En meget dygtig soldat

- Garza. Sevs bedste ven og også god soldat

- Nakto. Meget dygtig ingeniør og mekaniker

- Rico. Leder af specialstyrkerne og meget afskyende for Helghast

- Evelyn Baxter. Specialstyrkens professor kendt for sit store had til Helghast

- Jan Templar. Leder og kaptajn på skibet New Sun

fjender:
- Radec. Oberst for Helghast og Visaris højre hånd

- Visari. Leder/konge over Helghan og Helghast.